# Considia
Considia is een geslacht van halfvleugeligen uit de familie schuimcicaden (Cercopidae). De wetenschappelijke naam van dit geslacht is voor het eerst geldig gepubliceerd in 1865 door Stål.

## Soorten
Het geslacht Considia omvat de volgende soorten:
- Considia borneensis Schmidt, 1927
- Considia meridionalis Schmidt, 1910
- Considia montana Schmidt, 1928
- Considia nitidula (Breddin, 1902)
- Considia oblonga Stål, 1865
- Considia pulverosula (Breddin, 1902)
- Considia trimaculata Schmidt, 1909
- Considia unimaculata Schmidt, 1910
- Considia walkeri Metcalf, 1961